# Углегорская ТЭС
Углего́рская ТЭС — тепловая электростанция в городе Светлодарске, Донецкой области. С конца июля 2022 года ТЭС была сильно повреждена и захвачена ВС РФ.

## История
Строительство конденсационной ГРЭС в Светлодарске с техническим водоснабжением из наливного водохранилища началось в 1967 году.
Проектная мощность ГРЭС составляла 3600 МВт (четыре блока по 300 МВт, топливом для которых являлся каменный уголь Донбасса и три блока по 800 МВт, топливом для которых являлся природный газ/мазут).
Станция изначально являлась частью «Донбассэнерго» и была включена в объединённую энергетическую систему Юга СССР и через неё — в Единую энергетическую систему СССР, для передачи электроэнергии к ГРЭС были подведены высоковольтные линии на 110 и 330 кВ.
В 1972 году для электростанции была сооружена дымовая труба высотой 320 м — одна из двух первых в СССР[уточнить].
Первый блок электростанции мощностью 300 МВт был введён в эксплуатацию 3 декабря 1972 года (с 9 декабря 1972 — выведен на полную мощность), в 1973 году были введены в эксплуатацию остальные три блока первой очереди (мощностью 300 МВт каждый), в 1975 году был введён в эксплуатацию первый блок второй очереди (мощностью 800 МВт).
К началу 1976 года были введены в эксплуатацию четыре блока по 300 МВт и один блок на 800 МВт.
В декабре 1977 года в эксплуатацию был введён последний блок второй очереди и ГРЭС была выведена на проектную мощность.
В 1982 году ГРЭС выработала 22,3 млрд кВт⋅ч.
По состоянию на начало 1984 года, управление основными технологическими процессами на станции было автоматизировано, на энергоблоках второй очереди были внедрены автоматизированные системы управления технологическими процессами.
Для охлаждения Углегорской ТЭС используется искусственный водоём с постоянно тёплой водой, созданный плотиной на реке Лугани. Водоём используют для разведения рыбы, в том числе редкого для Донецкой области канального сома.
В августе 1995 года в соответствии с приказом министерства энергетики и электрификации Украины была создана государственная акционерная электрогенерирующая компания «Центрэнерго» (контрольный пакет в размере 51 % акций которой был закреплён в государственной собственности), в ведение которой перешла Углегорская ТЭС.
28 июля 2003 года Углегорская ТЭС была внесена в перечень особо важных объектов электроэнергетики Украины, обеспечение охраны которых было возложено на ведомственную военизированную охрану во взаимодействии со специализированными подразделениями МВД Украины и иных центральных органов исполнительной власти.
29 марта 2013 года в энергоблоке № 2 ТЭС начался пожар. Сообщение о возгорании на Углегорской ТЭС поступило в диспетчерскую службу Главного управления Государственной службы по чрезвычайным ситуациям в Донецкой области в 15:14. Для тушения пожара были привлечены 40 единиц основной и специальной техники и 190 человек личного состава ГСЧС. К вечеру пожар был локализован. 30 марта 2013 года, спустя 13 часов после начала возгорания пожар был потушен. В результате пожара работа ТЭС была временно остановлена, убытки составили 173,5 млн гривен — были разрушены четыре энергоблока, погиб один и пострадали ещё 13 работников предприятия (восемь из которых были госпитализированы). В результате расследования было установлено, что причиной пожара стало самовозгорание угольной пыли при разгерметизации пылесистемы, ставшее возможным в результате нарушения рабочими правил технической эксплуатации системы и правил безопасности при выполнении работ с повышенной опасностью.
Проект ремонта станции разработал ООО «Харьковский проектно-конструкторский институт „Теплоэлектропроект-Союз“». 8 октября 2013 был введён в эксплуатацию первый отремонтированный энергоблок (энергоблок № 1), 13 ноября 2013 был введён в эксплуатацию второй энергоблок (энергоблок № 4, начавший работу с нагрузкой в 100 мегаватт). 27 ноября 2013 года Кабинет министров Украины уменьшил финансирование работ по ликвидации последствий пожара на Углегорской ТЭС, что замедлило выполнение ремонтно-восстановительных работ.
После начала боевых действий на востоке Украины весной 2014 года ТЭС оказалась в прифронтовой зоне и её положение осложнилось. В связи с осложнением поставок угля из шахт Донбасса на ТЭС возник дефицит топлива, и к концу 2014 года ТЭС перешла на режим работы с использованием минимально допустимого состава оборудования. После того, как в конце января 2015 года поставки угля на ТЭС были приостановлены, 25 февраля ТЭС временно приостановила выработку электроэнергии в связи с израсходованием запасов топлива, однако после доставки угля с 5 марта работа станции была восстановлена.